# یواس‌اس ال‌اس‌تی-۳۴۰
یواس‌اس ال‌اس‌تی-۳۴۰ (به انگلیسی: USS LST-340) یک کشتی بود که طول آن ۳۲۸ فوت (۱۰۰ متر) بود. این کشتی در سال ۱۹۴۲ ساخته شد.